# مایکل کخ (بازیکن فوتبال)
مایکل کخ (انگلیسی: Michael Koch؛ زادهٔ ۲۷ سپتامبر ۱۹۶۹) بازیکن فوتبال اهل آلمان است.
از باشگاه‌هایی که در آن بازی کرده‌است می‌توان به باشگاه فوتبال هامبورگ و باشگاه فوتبال هانوفر ۹۶ اشاره کرد.